# Neusticomys oyapocki
Neusticomys oyapocki és una espècie de mamífer rosegador de la família dels cricètids. Viu a Brasil i la Guaiana Francesa. El seu hàbitat natural són els boscos a la riba de rierols. Es tracta d'un animal semiaquàtic que s'alimenta d'invertebrats aquàtics. Podria estar amenaçada per la contaminació de l'aigua. El seu nom específic, oyapocki, significa ‘de l'Oyapock’ en llatí.